# Урмари
Урма́ри (рос. Урмары, чув. Вăрмар) — сільський населений пункт зі статусом селище міського типу, центр Урмарського району Чувашії, Росія. Адміністративний центр та єдиний населений пункт Урмарського міського поселення.
Населення — 5679 осіб (2010; 6316 у 2002).
До 2005 року мав статус міського поселення. Після зміни тип населеного пункту (селище міського типу) зберігся, однак за статусом — це сільський населений пункт.